# Fabrizio Pirovano
Fabrizio Pirovano, född 1 februari 1960 i Biassono i Lombardiet, död 12 juni 2016, var en italiensk roadracingförare. Han blev världsmästare i Supersport 1998, och tillhörde också eliten i Superbike, där han tog 10 segrar och blev VM-tvåa 1988 och 1990.

## Roadracingkarriär
Pirovano var med när Superbike-VM startade säsongen 1988 och var en av de tongivande ryttarna de första åren. Han blev tvåa debutåret och upprepade det Superbike-VM 1990, då han också tog fem segrar. Pirovano hörde till de tio bästa förarna och tog pallplatser alla år han körde Superbike. Säsongen 1995 blev Pirovanos sista i Superbike-VM. Han kom tillbaka till världsmästerskapen i den nya Supersport-klassen 1997. Han blev världsmästare säsongen 1998 efter att ha vunnit fem av tio race. Pirovano fortsatte i Supersport till 2001 med sjunkande resultat, men han hörde alltid till de tio främsta i VM-tabellen. Pirovano blev också italiensk mästare i Superbike 1988, 1992, 1993 och 1994. Han kallades "Kungen av Monza" enär han var mycket framgångsrik på Monzabanan.
Fabrizio Pirovano avled av sjukdom den 12 juni 2016.

## Segrar Superbike
| Nr | Bana           | Heat | År   |
| -- | -------------- | ---- | ---- |
| 1  | Le Mans        | 1    | 1988 |
| 2  | Donington Park | 1    | 1989 |
| 3  | Österreichring | 1    | 1990 |
| 4  | Monza          | 1    | 1990 |
| 5  | Monza          | 2    | 1990 |
| 6  | Shah Alam      | 1    | 1990 |
| 7  | Shah Alam      | 2    | 1990 |
| 8  | Monza          | 1    | 1992 |
| 9  | Monza          | 2    | 1992 |